# Nostalgia

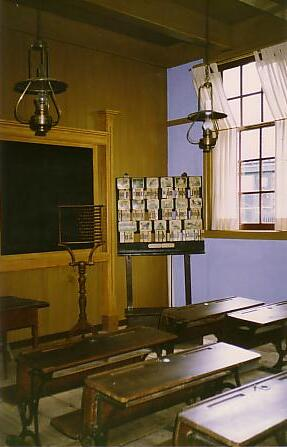
A nostalgia pode ser despertada, por exemplo, a respeito dos nossos tempos de colégio ou da nossa rotina familiar.

Nostalgia é um sentimentalismo pelo passado, normalmente por um período ou lugar com associações pessoais felizes. A palavra "nostalgia" é um composto neoclássico derivado do grego, constituído por νόστος (nóstos), uma palavra homérica que significa "retorno ao lar", e ἄλγος (álgos), que significa "dor"; a palavra foi cunhada por um estudante de medicina do século XVII para descrever as ansiedades demonstradas pelos mercenários suíços lutando longe de casa. Descrita como uma condição médica no início da Idade Moderna por ser associada à melancolia, tornou-se um tropo importante no Romantismo.
A nostalgia está associada a uma saudade do passado, de suas personalidades, possibilidades e eventos, especialmente dos "bons velhos tempos" ou de uma "infância calorosa". Trata-se de um termo que descreve uma sensação de saudade idealizada, e às vezes irreal, por momentos vividos no passado associada a um desejo sentimental de regresso, impulsionado por lembranças de momentos felizes e antigas relações sociais. Existe uma predisposição, causada por vieses cognitivos como a retrospectiva idílica, para que as pessoas vejam o passado de forma mais positiva e o futuro de forma mais negativa. Quando aplicado às crenças de alguém sobre uma sociedade ou instituição, isso é chamado de declinismo, que tem sido descrito como "um truque da mente" e como "uma estratégia emocional, algo reconfortante para se aconchegar quando o presente parece intoleravelmente sombrio".
A literatura científica sobre nostalgia geralmente se refere à nostalgia relacionada à vida pessoal e tem estudado principalmente os efeitos da nostalgia induzidos durante esses estudos. A emoção é um forte provocador da nostalgia devido ao processamento desses estímulos que passa primeiro pela amígdala, a sede emocional do cérebro. Essas lembranças do passado geralmente são eventos importantes, pessoas com quem se importa e lugares onde se passou algum tempo. Fenômenos culturais como música, filmes, programas de televisão, e jogos eletrônicos, bem como fenômenos naturais como o clima e o ambiente também podem ser fortes gatilhos de nostalgia.

## Funções
A definição de nostalgia mudou bastante ao longo do tempo. Consistente com suas raízes gregas que significam "retorno ao lar" e "dor", a nostalgia foi durante séculos considerada uma condição médica potencialmente debilitante e, às vezes, fatal, caracterizada por expressar extrema saudade de casa. A visão moderna é que a nostalgia é uma emoção independente, e até positiva, que muitas pessoas vivenciam com frequência. Descobriu-se que a nostalgia desempenha funções psicológicas importantes, como melhorar o humor, aumentar a conexão social, aumentar a autoestima positiva e fornecer significado existencial. A nostalgia pode levar os indivíduos a perceberem o passado de forma mais favorável do que o presente, um fenômeno conhecido como "efeito nostalgia", que é classificado como um viés cognitivo. Muitas reflexões nostálgicas têm mais de uma função e, no geral, parecem beneficiar aqueles que as vivenciam. Tais benefícios podem levar a uma predisposição crônica ou traço de personalidade de "propensão à nostalgia". A nostalgia também tem sido associada à consolidação da aprendizagem e da memória.

### Melhora do humor
Embora a nostalgia seja frequentemente desencadeada por sentimentos negativos, ela resulta na melhora do humor e no aumento de emoções positivas, que podem advir de sentimentos de aconchego ou de enfrentamento resultantes de reflexões nostálgicas. Uma maneira de melhorar o humor é lidar eficazmente com problemas que prejudicam a felicidade. Batcho (2013) descobriu que a propensão à nostalgia se relacionou positivamente com métodos bem-sucedidos de enfrentamento em todas as etapas — planejamento e implementação de estratégias e reformulação positiva da questão. Esses estudos levaram à conclusão de que as estratégias de enfrentamento mais comuns entre pessoas propensas à nostalgia frequentemente resultam em benefícios em momentos estressantes. A nostalgia pode estar relacionada a um maior foco em estratégias de enfrentamento e sua implementação, aumentando assim o apoio em momentos desafiadores.

### Aumento da conexão social
A nostalgia às vezes envolve memórias de pessoas próximas, como familiares, amantes românticos ou amigos, e, portanto, pode aumentar a sensação de apoio e conexões sociais. A nostalgia também é desencadeada especificamente por sentimentos de solidão, mas neutraliza esses sentimentos com reflexões sobre relacionamentos próximos. Segundo Zhou et al. (2008), pessoas solitárias frequentemente apresentam menor percepção de apoio social. A solidão, no entanto, leva à nostalgia, o que, na verdade, aumenta a percepção de apoio social. Assim, Zhou e colaboradores (2008) concluíram que a nostalgia exerce uma função restauradora para os indivíduos em relação à sua conexão social.

### Preservação da herança cultural
A nostalgia serve como um motivador para a preservação da herança cultural das pessoas. As pessoas se esforçam para conservar edifícios, paisagens e outros artefatos de importância histórica por nostalgia de tempos passados. Muitas vezes, são motivadas pelo desejo de se conectar com a herança de gerações passadas. Isso pode se manifestar em eventos de história viva, como recriações históricas, que reúnem pessoas com uma nostalgia compartilhada por períodos históricos passados. A natureza prática e improvisada desses eventos frequentemente facilita a socialização.

### Aumento da autoestima positiva
A nostalgia serve como um mecanismo de enfrentamento e ajuda as pessoas a se sentirem melhor consigo mesmas. Vess et al. (2012) constataram que os indivíduos que pensaram em memórias nostálgicas demonstraram maior acessibilidade a características positivas do que aqueles que pensaram em experiências futuras emocionantes. Além disso, em um segundo estudo, alguns participantes foram expostos a engajamento e reflexão nostálgica, enquanto o outro grupo não. Os pesquisadores analisaram novamente os autoatributos e descobriram que os participantes que não foram expostos a experiências nostálgicas refletiam um padrão de atributos egoístas e egocêntricos. Vess et al. (2012), no entanto, descobriram que esse efeito havia enfraquecido e se tornado menos potente entre os participantes que se envolveram em reflexão nostálgica.

### Fornecimento de significado existencial
A nostalgia ajuda a aumentar a autoestima e o sentido da vida, amortecendo ameaças ao bem-estar e também despertando o desejo de lidar com problemas ou estresse. Routledge (2011) e colegas descobriram que a nostalgia se correlaciona positivamente com a sensação de sentido da vida. O segundo estudo revelou que a nostalgia aumenta a percepção de sentido da vida, que se acreditava ser mediada por uma sensação de apoio social ou conexão. Em terceiro lugar, os pesquisadores descobriram que o sentido ameaçado pode até mesmo atuar como um gatilho para a nostalgia, intensificando assim as reflexões nostálgicas. Ao desencadear a nostalgia, porém, a defesa do indivíduo diante dessa ameaça é minimizada, como constatado no quarto estudo. Os dois últimos estudos constataram que a nostalgia é capaz não apenas de criar significado, mas também de amortecer ameaças ao significado, rompendo a conexão entre a falta de significado e o bem-estar. Estudos subsequentes, também realizados por Routledge em 2012, não apenas constataram o significado como uma função da nostalgia, como também concluíram que pessoas nostálgicas têm maior percepção de significado, buscam menos significado e conseguem amortecer melhor a ameaça existencial.

### Promoção do crescimento psicológico
A nostalgia torna as pessoas mais propensas a adotar comportamentos voltados para o crescimento e as incentiva a se verem como pessoas voltadas para o crescimento. Baldwin e Landau (2014) descobriram que a nostalgia leva as pessoas a se autoavaliarem melhor em itens como "sou o tipo de pessoa que acolhe pessoas, eventos e lugares desconhecidos". A nostalgia também aumentou o interesse em comportamentos relacionados ao crescimento, como "gostaria de explorar um lugar onde nunca estive antes". No primeiro estudo, esses efeitos foram estatisticamente mediados pelo afeto positivo induzido pela nostalgia — o grau em que a nostalgia fez os participantes se sentirem bem. No segundo estudo, a nostalgia levou aos mesmos resultados de crescimento, mas os efeitos foram estatisticamente mediados pela autoestima induzida pela nostalgia.

### Como uma decepção
Um estudo recente critica a ideia de nostalgia, que em algumas formas pode se tornar um mecanismo de defesa pelo qual as pessoas evitam os fatos históricos. Este estudo analisou as diferentes representações do apartheid na África do Sul e argumentou que a nostalgia aparece de duas maneiras, 'nostalgia restaurativa', um desejo de retornar ao passado, e 'nostalgia reflexiva', que é mais criticamente consciente.

### Como um conforto
Reviver memórias passadas pode proporcionar conforto e contribuir para a saúde mental. Um estudo médico recente e notável analisou os efeitos fisiológicos que pensar em memórias "boas" do passado pode ter. Eles descobriram que pensar no passado "com carinho" na verdade aumentava a percepção de calor físico.

### Como uma ferramenta política
Em um estudo de 2014 conduzido por Routledge, ele e uma equipe observaram que quanto mais as pessoas relatavam ter grandes interrupções e incertezas em suas vidas, mais elas sentiam saudades do passado. Routledge sugere que, ao invocar a ideia de um passado idealizado, os políticos podem provocar as ansiedades e incertezas sociais e culturais que tornam a nostalgia especialmente atraente — e eficaz — como ferramenta de persuasão política.

## Fatores desencadeantes

### Culturais

#### Livros
Uma pessoa pode desencadear deliberadamente sentimentos de nostalgia ao ouvir música familiar, olhar fotos antigas ou visitar ambientes reconfortantes do passado. Com esse conhecimento amplamente disponível, muitos livros foram publicados especificamente para evocar o sentimento de nostalgia.

#### Músicas
Ouvir uma canção antiga pode trazer de volta memórias para uma pessoa. Uma música ouvida uma vez em um momento específico e só ouvida novamente muito tempo depois dará ao ouvinte uma sensação de nostalgia pela data lembrada e pelos eventos que ocorreram naquela época. No entanto, se for ouvida ao longo da vida, pode perder sua associação com qualquer período ou experiência específica.

#### Filmes
Filmes antigos podem despertar nostalgia. Isso é particularmente verdadeiro para gerações que cresceram como crianças durante eras cinematográficas específicas, como o renascimento da animação nos anos 1990. Rever filmes clássicos pode ter um caráter terapêutico, curando feridas emocionais por meio de memórias felizes da infância.

#### Programas de televisão
Programas de televisão antigos podem desencadear nostalgia. As pessoas gravitam em torno de programas que assistiam na infância, pois as memórias da juventude costumam ser as mais significativas de suas vidas.

#### Jogos eletrônicos
Jogos eletrônicos antigos também podem despertar nostalgia. Retrogaming se tornou uma atividade recreativa entre as gerações mais velhas, que os jogavam na infância.

### Ambientais

#### Geografia
Locais específicos podem desencadear nostalgia. Esses lugares são frequentemente associados ao passado de um indivíduo, lembrando-o de sua infância, relacionamentos ou conquistas. Podem incluir as casas onde cresceu com suas famílias, as escolas que frequentou com amigos ou os lugares que frequentou para namorar ou se casar.

#### Natureza
Fatores naturais, como clima e temperatura, podem desencadear nostalgia. Estudos científicos demonstram que o tempo frio torna as pessoas mais nostálgicas, enquanto a nostalgia faz com que se sintam mais aquecidas. Em algumas sociedades, elementos da natureza frequentemente despertam nostalgia por tempos passados, quando a natureza desempenhava um papel mais importante na cultura. O filósofo ambiental Glenn Albrecht cunhou o termo "solastalgia" em seu livro Solastalgia: A New Concept in Human Health and Identity (2003). A palavra é formada a partir do latim sōlācium (conforto) e da raiz grega ἄλγος (dor, sofrimento) para descrever uma forma de angústia emocional ou existencial causada pela destruição ambiental. A nostalgia difere da solastalgia porque é tipicamente gerada pela separação espacial de lugares ou pessoas importantes (casa, família, amigos ou entes queridos) com os quais muitas vezes é possível, em princípio, reconectar-se. Com a solastalgia, em contraste, o luto é tipicamente causado pela destruição ambiental, portanto, a separação entre sujeito e objeto é ontológica e não espacial: é permanente e intransponível, e pode ser vivenciada enquanto se continua a ocupar o mesmo lugar irreversivelmente degradado.

## Outros aspectos

### Como uma condição médica
O termo foi cunhado em 1688 por Johannes Hofer (1669-1752) em sua dissertação em Basileia. A palavra nostalgia era composta das palavras gregas antigas nóstos (retorno ao lar) e álgos (dor). Hofer introduziu a palavra "nostalgia" ou mal du pays ("saudade de casa") para a condição também conhecida como mal du Suisse ("doença suíça"), devido à sua ocorrência frequente em mercenários suíços que, nas planícies da Suíça, ansiavam por suas paisagens. Acreditava-se também que os sintomas incluíam desmaios, febre alta e morte.

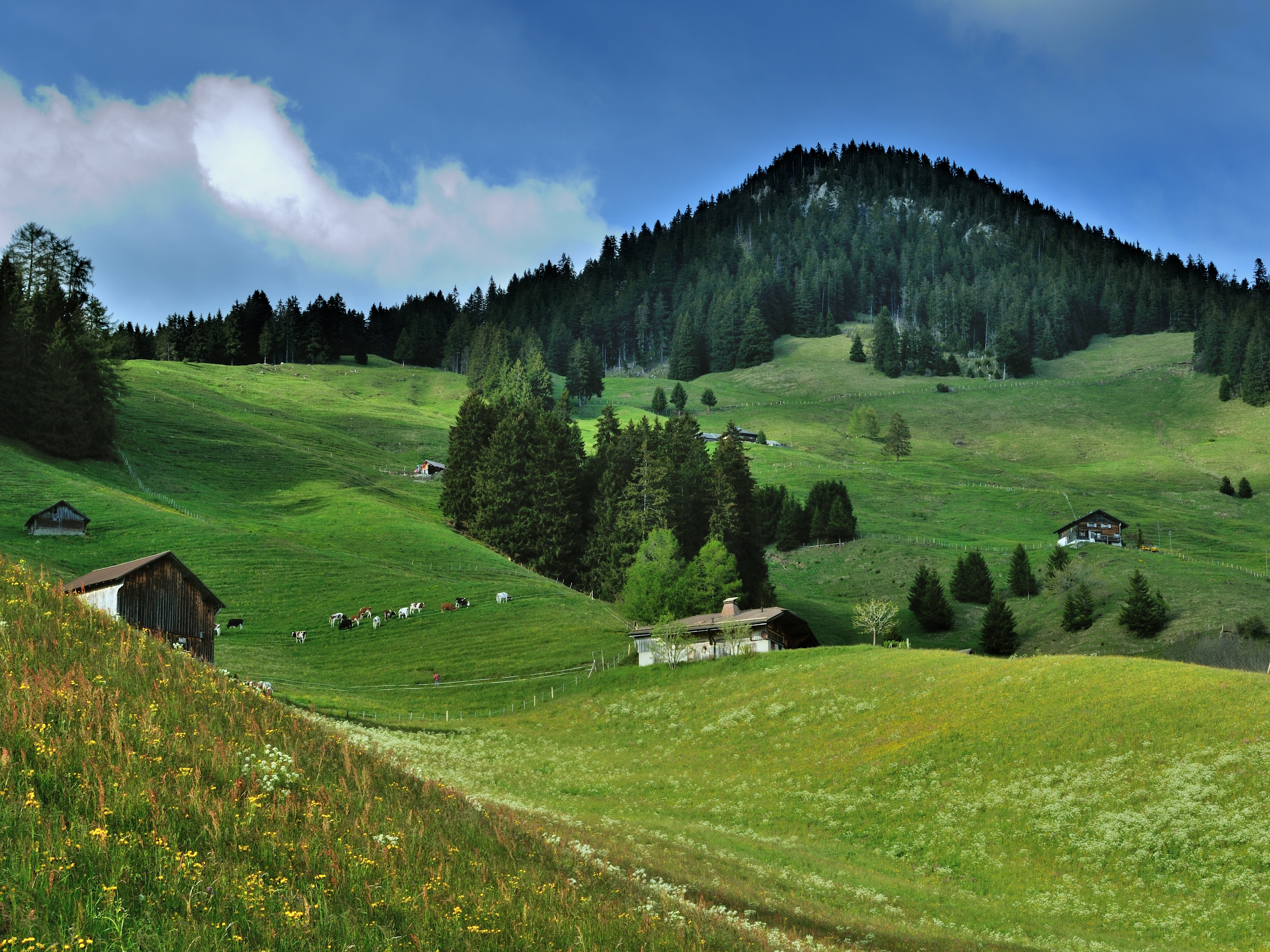
Uma paisagem rural em Vaud, Suíça. O termo "nostalgia" originalmente se referia à saudade de casa sentida pelos mercenários suíços.

A palavra inglesa "homesickness" é uma tradução emprestada de "nostalgia". Sir Joseph Banks usou a palavra em seu diário durante a primeira viagem do Capitão Cook. Em 3 de setembro de 1770, ele afirmou que os marinheiros "estavam agora bastante perdidos com a saudade de casa, a ponto de os médicos considerarem uma doença sob o nome de nostalgia", mas seu diário não foi publicado enquanto ele estava vivo. Casos que resultaram em morte eram conhecidos, e soldados às vezes eram tratados com sucesso, sendo dispensados e mandados para casa. Receber um diagnóstico, no entanto, era geralmente considerado um insulto. 
No século XVIII, os cientistas buscavam um locus de nostalgia, um osso nostálgico. Na década de 1850, a nostalgia estava perdendo seu status de doença específica e passando a ser vista mais como um sintoma ou estágio de um processo patológico. Era considerada uma forma de melancolia e uma condição predisponente entre os suicidas. A nostalgia, no entanto, ainda era diagnosticada entre soldados até a Guerra Civil Norte-Americana. Na década de 1870, o interesse pela nostalgia como categoria médica havia desaparecido quase completamente. A nostalgia ainda era reconhecida tanto na Primeira quanto na Segunda Guerra Mundial, especialmente pelas Forças Armadas norte-americanas. Grandes esforços foram feitos para estudar e compreender a condição, a fim de conter a onda de tropas que abandonavam o fronte em massa.
A nostalgia pode ser desencadeada por algo que lembra um indivíduo de um evento ou item do passado. A emoção resultante pode variar de felicidade a tristeza. O termo "sentir nostalgia" é mais comumente usado para descrever emoções prazerosas associadas a um determinado período de tempo ou um desejo de retornar a ele.

### Romantismo
A nostalgia suíça estava ligada ao canto de Kuhreihen, que era proibido aos mercenários suíços por levar à nostalgia, levando-os à deserção, doença ou morte. O Dicionário de Música de Jean-Jacques Rousseau, de 1767, afirma que os mercenários suíços eram ameaçados com punições severas para impedi-los de cantar suas canções suíças. Tornou-se uma espécie de topos na literatura romântica e figura no poema Der Schweizer de Achim von Arnim (1805) e em Des Knaben Wunderhorn de Clemens Brentano (1809), bem como na ópera Le Chalet de Adolphe Charles Adam (1834), que foi encenada para a Rainha Vitória sob o título The Swiss Cottage. A conexão romântica com a nostalgia foi um fator significativo no entusiasmo pela Suíça e no desenvolvimento do turismo inicial no país, que conquistou a elite cultural europeia no século XIX. O Romantismo alemão cunhou um oposto para Heimweh, Fernweh "doença de longe", "anseio de estar longe", assim como a sede de viajar, expressando o desejo romântico de viajar e explorar.

### Na retórica e na comunicação
A nostalgia tem sido frequentemente estudada como ferramenta de retórica e persuasão. O estudioso da comunicação Stephen Depoe, por exemplo, escreve que, em mensagens nostálgicas: “um orador destaca uma comparação entre um passado mais favorável e idealizado e um presente menos favorável, a fim de estimular [a nostalgia]... [vinculando] suas próprias políticas a qualidades do passado idealizado, a fim de induzir apoio”. O retórico William Kurlinkus taxonomiza a nostalgia com base nisso, argumentando que a retórica nostálgica geralmente contém três partes:
1. Uma perda ou ameaça no presente: a mudança caótica à qual a nostalgia responde. Embora alguns teóricos argumentem que o ideal deve estar realmente perdido, outros estudiosos, incluindo Kurlinkus, argumentam que o ideal pode simplesmente estar ameaçado para desencadear a nostalgia.
2. Um ponto crucial nostálgico: uma pessoa, grupo, corporação, etc., que é responsabilizada pela perda do ideal nostálgico. Para realizar tal bode expiatório, o ponto crucial nostálgico é geralmente apresentado como uma força de novidade e mudança. Derrotar esse fator externo é posicionado como uma fonte de recuperação da boa memória. Tais pontos cruciais incluem grupos que vão desde corporações poluidoras até imigrantes.
3. Esperança: Por fim, Kurlinkus argumenta que, embora a nostalgia seja frequentemente representada ironicamente, quase sempre carrega consigo uma esperança verdadeira de recuperar a boa memória (seja isso algum tipo de restauração verdadeira ou uma recuperação mais simbólica de uma ética). Tal esperança diferencia a nostalgia de emoções semelhantes, como a melancolia, que contém todo o anseio da nostalgia por ideais perdidos, sem o desejo de se afastar desse passado.

Kurlinkus cunhou o termo "outro nostálgico" para descrever as maneiras pelas quais algumas populações ficam presas às histórias nostálgicas que outras pessoas contam sobre elas, idealizadas como naturais, mas simultaneamente privadas de soberania ou do direito à mudança no presente. "Outros nostálgicos diferem de outros discursos acadêmicos porque sua alteridade não se baseia principalmente em raça ou etnia", escreveu Kurlinkus. "Em vez disso, em identificações e divisões simultâneas, o outro nostálgico se distingue do retórico pelo tempo. Nós vivemos no presente; eles vivem no passado. A criação do outro nostálgico permite que as populações tradicionais mercantilizem a pureza racial e a estabilidade do passado, mas impede a agência comunitária de mudar no presente, destacando seus traços negativos.

### Como uma ferramenta de publicidade
Na mídia e na publicidade, imagens, sons e referências que evocam nostalgia podem ser usados estrategicamente para criar uma sensação de conexão entre consumidores e produtos com o objetivo de convencer o público a consumir, assistir ou comprar os produtos anunciados. A tecnologia moderna facilita a publicidade que desperta nostalgia por meio do assunto, estilo e design de um anúncio. O sentimento de saudade do passado é facilmente comunicado por meio das mídias sociais e da publicidade porque essas mídias exigem a participação de múltiplos sentidos, são capazes de representar suas ideias inteiramente e, portanto, tornam-se mais reminiscentes da vida.
Graças a esquemas publicitários eficientes, os consumidores não precisam ter vivenciado um evento ou momento específico para sentir nostalgia. Isso se deve a um fenômeno conhecido como nostalgia vicária. A nostalgia vicária é um sentimento de anseio melancólico por um momento que ocorreu antes ou fora do período de memória de alguém, mas é relacionável (tem valor sentimental) devido à exposição repetida e mediada a ele. A propagação constante de anúncios e outras mensagens da mídia torna possível a nostalgia vicária e muda a maneira como entendemos os anúncios e, consequentemente, a maneira como os consumidores usam seu poder de compra.
Exemplos de nostalgia usados para despertar o interesse público incluem websites com temática nostálgica, como Want Nostalgia?, The Nostalgia Machine e DoYouRemember?, e releituras de filmes antigos, programas de televisão e livros. Estilos de design vintage, rústicos e antiquados também podem ser vistos em campanhas publicitárias baseadas em nostalgia, utilizadas por empresas como Coca-Cola e Levi Strauss & Co.
Desenvolvida dentro da disciplina de marketing, a forestalgia, definida como o anseio de um indivíduo por um futuro idealizado, serve como uma contrapartida focada no futuro para a nostalgia. Assim como a nostalgia, em que apenas as memórias felizes são preservadas, a forestalgia explica as intenções dos consumidores de escapar do presente para um futuro romantizado, onde as preocupações atuais não são mais um problema. Pesquisadores de marketing descobriram que, ao promover produtos hedônicos e utilitários, anúncios de nostalgia do passado distante e de forestalgia do futuro distante foram mais eficazes na promoção de produtos utilitários. Em contraste, produtos hedônicos foram mais adequados para anúncios enquadrados em nostalgia do passado distante ou de forestalgia do futuro próximo.

### Formas de nostalgia
A nostalgia de década já existia na década de 1930, quando havia nostalgia pela década de 1890. Posteriormente, houve, entre outras, a nostalgia dos anos 1970 e a nostalgia dos anos 1980. Pode haver nostalgia por uma década antes do fim dessa década. A nostalgia da década divide a nostalgia em blocos que podem ultrapassar as fronteiras de gênero e que podem não refletir as datas reais das mudanças na cultura.

## Retrofilia
Mal estar de corpo e alma, a objetos, algum mal feito por outros. O desconforto é chamada de sensação de desconforto, doença ou falta de bem-estar que pode ser causada por algum tipo de doença ou problemas pessoais e de trabalho, tanto na vida privada.
O desconforto está associado a uma sensação de cansaço e falta de energia e vitalidade para realizar suas atividades habituais.
2 - Na cultura de massa, a nostalgia ou retrofilia é separada por décadas (como "nostalgia 70", "nostalgia 80" ou "nostalgia 90"), representando o conjunto de produtos culturais de uma época, como filmes, brinquedos, músicas etc, geralmente destinados a crianças e adolescentes. Esta nostalgia começa, naturalmente, assim que a década termina, e se manifesta em atitudes como guardar e colecionar objetos antigos, ou apenas se interessar por discussões e leituras sobre o tema. Esse fenômeno ocorre porque, diante do mundo adulto, é comum recordar a infância como forma de escapismo. Além das lembranças individuais, há também a dos produtos culturais da época, criando uma identidade nostálgica entre pessoas de mesma idade.
Segundo os teóricos da área da psicossomática, o termo "NOSTALGIA" significa sentir falta de uma ação que poderia ter sido realizada e que por um motivo qualquer não se realizou.
Estado de depressão, quando você revê fotos, lê mensagens de textos, ou lê cartas e tem vontade de reviver os velhos tempos.